# ポール・スコールズ
ポール・スコールズ（Paul Scholes, 1974年11月16日 - ）は、イギリス（イングランド）・サルフォード出身の元サッカー選手、現サッカー指導者・解説者。ポジションはミッドフィールダー。元イングランド代表。
1994年にデビューして以降マンチェスター・ユナイテッドFCに2013年まで在籍していた。イングランド代表選手として、1998年と2002年に開催されたワールドカップ、EURO2000、EURO2004に出場している。
マンチェスター・ユナイテッドでは公式戦で650試合以上に出場し、歴代4位の出場記録数を誇っている。キャリアを通して120枚以上のイエローカードを提示されており、10度の退場処分を受けている。

## 生い立ち
スコールズは、グレーター・マンチェスターに位置するサルフォードにある、ホープ・ホスピタルでステュワートとマリナの元に生を受けた。スコールズが18ヶ月の時に家族はグレーター・マンチェスターに位置するミドルトンのラングレイ地区に移った。オールダム・アスレティックのサポーターであったが、初めてプレイしたクラブは、ラングレイ・ファロウズであった。また、クリケットでも優れた才能を発揮していた。14歳からマンチェスター・ユナイテッドFCでトレーニングを受け始め、1991年の夏にクラブと練習生契約を結んだ。

## クラブ経歴
スコールズは、デビッド・ベッカム、ニッキー・バット、ガリー・ネヴィル、ライアン・ギグスらと異なり、1992年のFAユースカップ優勝メンバーではないが、フィリップ・ネヴィルと同様、翌シーズンのFAユースカップ決勝に進んだメンバーの一人である。1993年7月23日にプロ契約を結んだが、チームでブレイクしたのは、1994-95シーズンであり、リーグ戦で17試合に出場し、5得点を挙げた。トップチームデビューとなったのは、1994年9月21日に行われたリーグカップのポート・ヴェイルFC戦であり、その3日後に行われたイプスウィッチ・タウンFC戦でプレミアリーグデビューを果たした。チームは2-3で敗れたが、スコールズは初得点を記録した。1995年のFAカップ決勝には交代で出場したが、チームは0-1でエヴァートンFCに敗れた。
1994-95シーズンを最後にマーク・ヒューズがチェルシーFCに去り、スコールズは多くの出場機会を得るようになった。エリック・カントナが長期の出場停止を受けていたため、シーズン序盤の2ヶ月は、アンディ・コールと組み、フォワードとして出場した。公式戦を通して、14得点を挙げ、ユナイテッドは、イングランドのクラブで初めてダブルを2度達成したクラブとなった。翌シーズンもリーグタイトルを獲得したが、3ゴールに留まった。
1997-98シーズンは、ロイ・キーンが9月の終わりに膝を負傷し、チームを離脱したため、代わりに中盤でプレイしたが、ユナイテッドはメジャータイトルを一つも獲得することなくシーズンを終えた。これは、1990年代で2度しかないことだった。
1998-99シーズンは、プレミアリーグ、FAカップ、チャンピオンズリーグのトレブルを達成したシーズンであるが、スコールズは中心選手の一人であった。ニューカッスル・ユナイテッドFCとのFAカップ決勝では、得点を決め、チャンピオンズリーグ準々決勝のインテル戦では、アウェイゴールを挙げるなどの活躍をしたが、決勝戦は累積警告で出場停止となった。
2002-03シーズンは、リーグ戦で自己最多の14得点を挙げた。翌シーズンはリーグ戦での得点数は減ったものの、FAカップでは自己最多の4得点を挙げた。2005年のFAカップでは、チームの決勝進出に貢献したが、決勝のPK戦でイェンス・レーマンに止められてしまい、アーセナルFCに敗れた。2005-06シーズンは、シーズンの後半を目が霞むという症状の視力障害のために棒に振ってしまった。原因が不明であり、現役を引退しなければならない恐れもあったが、克服しシーズン最終戦のチャールトン・アスレティック戦に出場を果たした。しかし、完全には回復しなかったと伝えられている。
2006年10月22日の2-0で勝利したリヴァプールFC戦に出場し、リーグカップのポート・ヴェイル戦でデビューしてから、12年目で公式戦500試合出場を達成した9人目の選手となり、サー・ボビー・チャールトン、ビル・フォルケス、デニス・アーウィン、そして、チームメイトのガリー・ネヴィル、ライアン・ギグスと言った選手たちの仲間入りを果たした。スコールズは、500試合目の出場となったリヴァプール戦でゴールを挙げた。
1-0で勝利した2007年3月3日のリヴァプール戦では、シャビ・アロンソに対して腕を振り、退場処分となった。これは、2005年4月以来の出来事であった。1ヶ月後のチャンピオンズリーグ準々決勝ファーストレグのASローマ戦でも退場となった。8月23日には、イングランドサッカー殿堂の候補に選ばれた。

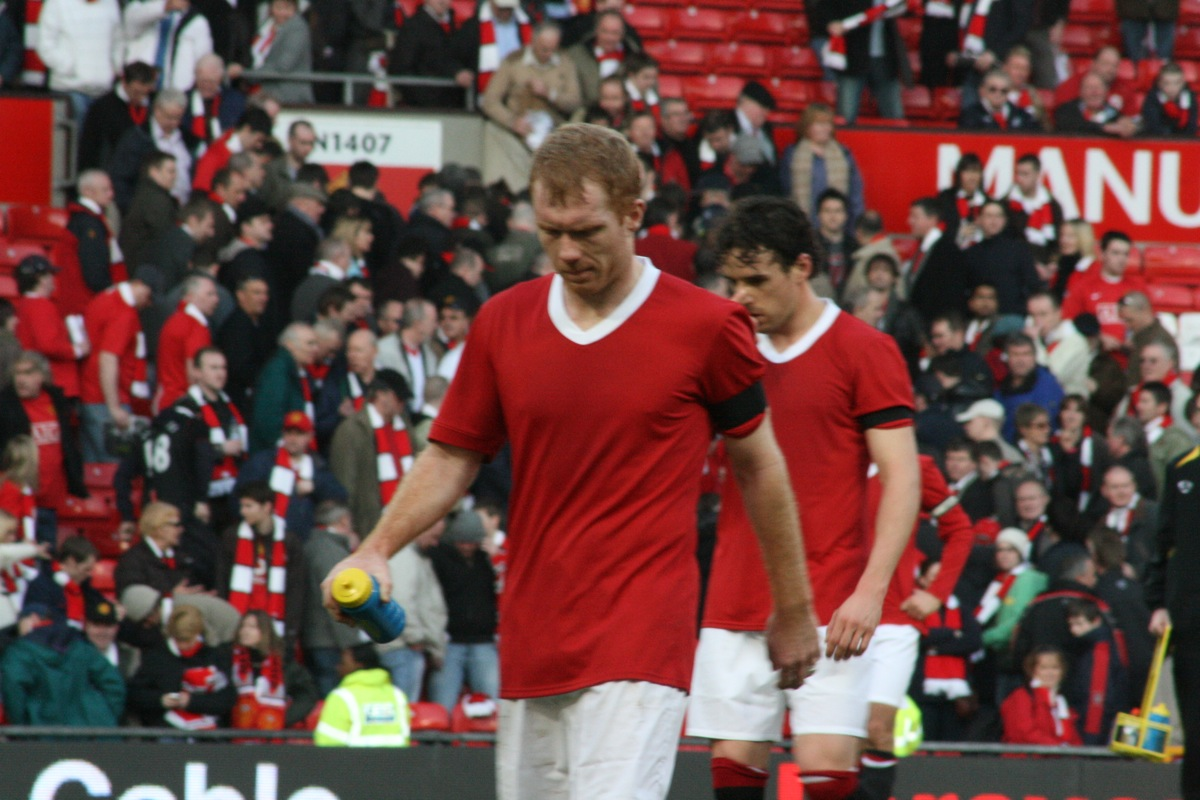
2008年2月10日のマンチェスター・シティ戦に敗れた後のスコールズとオーウェン・ハーグリーヴス

2007年10月23日のディナモ・キーウ戦を前にした練習中に膝の靭帯を損傷してしまい、2008年1月まで、チームを離脱することになり、FAカップ4回戦のトッテナム・ホットスパーFC戦で途中出場し、復帰を果たした。2008年4月23日のFCバルセロナ戦でチャンピオンズリーグ通算100試合出場を達成し、セカンドレグではチームを決勝進出に導く唯一のゴールを挙げたが、その後のリーグ戦でクロード・マケレレと接触し、負傷してしまった。チェルシーとの同国対決となった決勝戦で復帰を果たし、試合中に鼻骨を骨折したがライアン・ギグスと87分に交代するまで出場した。PK戦の末にチームは6-5で勝利し、クラブは3度目となるチャンピオンズリーグ優勝を果たした。
2008年9月、スコールズは殿堂入りを果たした。2008年12月の『デイリー・ミラー』に掲載されたインタビューでは、2年以内に引退するつもりだと明かした。
2009年1月24日のFAカップのトッテナム戦でシーズン初得点を挙げ、2月8日のフラムFC戦でリーグ戦初得点を挙げた。2-0で勝利した4月22日のポーツマスFC戦で公式戦通算600試合出場を果たした。
2010年2月16日に行われたチャンピオンズリーグのACミラン戦でゴールを決め、3-2で勝利したが、ミラン相手にアウェイゴールを奪ったのはクラブにとって初めてのことであり、スコールズは、サン・シーロでミラノを本拠地とするインテルとミランからチャンピオンズリーグの試合でゴールを決めた初めての選手となった。2010年3月6日に行われたウルヴァーハンプトン・ワンダラーズFC戦でこの試合唯一となるゴールを挙げ、100得点を記録したプレミアリーグ史上19人目の選手となった。2010年4月16日に契約を一年延長し、2010-11シーズン終了後までクラブに留まることになった。
2010-11シーズンは、2010年8月8日に行われたコミュニティー・シールドのチェルシー戦でマン・オブ・ザ・マッチに選出され、開幕戦となったニューカッスル・ユナイテッドFC戦では2ゴールをアシストした。8月22日に行われたフラム戦でクラブでの公式戦通算150ゴールを達成し、2010年8月の月間最優秀選手に選出された。2011年4月16日に行われたFAカップ準決勝のマンチェスター・シティFC戦では退場処分を受け、チームも0-1で敗れた。
2011年5月31日に現役引退を表明。翌2011-12シーズンはコーチとしてクラブに留まることになった。
引退から約半年後の2012年1月8日、現役復帰することが発表された。同日のFAカップのマンチェスター・シティ戦でベンチ入りし、64分から出場した。
2012年9月15日、ウィガン戦で公式戦通算700試合出場を達成。自身もゴールを飾り試合は4－0で勝利している。
2013年5月12日に二度目の現役引退を表明。

## 代表経歴
A代表デビューは、1997年オールド・トラッフォードで行われ、2-0で勝利した、南アフリカとの親善試合である。1998 FIFAワールドカップのメンバーにも選ばれ、初戦のチュニジア戦では、終了間際にゴールを決めた。
ワールドカップ終了後も代表に選出され続け、1999年3月27日のポーランド戦ではハットトリックを決めた。EURO2000予選のスコットランドとのプレイオフでは、ファーストレグで2ゴールを挙げる活躍を見せ、合計得点2-1で勝利し、チームを本大会出場へ導いた。6月のスウェーデンとの親善試合で退場処分となり、ウェンブリー・スタジアムで行われた国際試合で退場した、最初で最後のイングランドの選手となった。
代表でも中心選手となり2002 FIFAワールドカップにも出場し、アルゼンチン戦ではマンオブザマッチに輝くが、大会終了後のスヴェン＝ゴラン・エリクソンの中では、中盤をスティーヴン・ジェラードとフランク・ランパードで構成しようとしており、スコールズは左サイドハーフで起用されるなど、地位が下がってしまった。2004年8月に、家族との生活とマンチェスター・ユナイテッドでのプレイを優先させるため、代表からは引退すると宣言した。新しく監督に就任にした、スティーブ・マクラーレンから、代表に復帰するよう説得されたが断っている。
2010年5月にはマクラーレンに続いてファビオ・カペッロからも2010 FIFAワールドカップに向けて復帰するよう話を受けたが、家族と過ごしたいとの理由で断った。しかし、2010年7月27日にスコールズは、プレイしないという選択を取ったことを後悔していると明かした。

## 指導者経歴
2011年の引退後、そのままマンチェスター・ユナイテッドのコーチに就任したが、2012年1月に現役復帰した。2013年の二度目の引退後は解説者・評論家に転身、イギリスの衛星放送局「BT Sport」などに出演し、辛口の評論が人気を博した。また2014年には親友であるギグス、ネヴィル兄弟、バットとともに地元のクラブ、サルフォード・シティ（当時7部）の株式をそれぞれ10%ずつ取得して共同オーナーとなり（2019年には最後の一人であるベッカムも加わり、6人で60%のクラブ株式を保有）、それが縁で2015年には一時、サルフォードの監督代行を務めた。
2019年2月11日、少年時代にサポーターであったフットボールリーグ2(4部)のオールダム・アスレティックAFC監督に就任したことが発表された。契約期間は1年6ヵ月。なお就任に当たってはリーグ戦を主催するフットボールリーグ(EFL)の規則では、同一人物による複数のクラブへの関与を認めていないため、スコールズがサルフォードの取締役になっていることが問題視されたが、最終的にサルフォードの取締役を辞任することで解決に至った。就任直後の初戦を勝利で飾るなど幸先の良いスタートと思われたが、以降6試合は勝利から見放され、チームは14位に低迷していた中の3月15日、スコールズはオールダム首脳陣に違約があったことを理由にわずか37日で電撃辞任した。

## 私生活
スコールズは、気管支喘息を患っている。彼は、妻のクレアと3人の子ども、アーロン、アリシア、アイデンとオールダムのサドルワース・ムーアで生活している。

## 評価
ジネディーヌ・ジダンは、「最も手強かった相手? スコールズだ。迷うことなく彼は彼の世代で最も素晴らしい選手だ」と述べ、ティエリ・アンリは、「疑うまでもなく、プレミアシップで最も素晴らしい選手はスコールズだ。彼はなんでも出来る」と話した。ジョゼップ・グアルディオラは、「ユナイテッドのすべての選手の中では、スコールズを選びたい。彼はあの世代の最高のMFなんだ。私も彼と一緒にプレーしてみたかったよ」と語っている。また、シャビ・エルナンデスとアンドレス・イニエスタもスコールズのファンである事を公言しており、イニエスタはUEFAチャンピオンズリーグ 2010-11決勝戦後にスコールズとユニフォーム交換をしている。マンチェスター・ユナイテッドとイングランドの英雄であるボビー・チャールトンはスコールズについて、「ポールは常に正確なパスでゲームを支配している。見ていてとても美しい選手だよ」と、話し、マルチェロ・リッピは、「豊かな才能と個性を備えたオールラウンドなミッドフィールダーだ」と、述べた。BBCの解説者でかつてはリヴァプールの選手であったアラン・ハンセンは、「これまでプレミアリーグでプレイした選手の中でも3本か5本の指に入る選手だ。彼のパスや動き、テクニックは誰にとっても手本となるよ」と、話している。

## 個人成績
| 所属クラブ                   | シーズン | 背番号 | リーグ | リーグ | FAカップ | FAカップ | リーグカップ | リーグカップ | CL   | CL   | その他 | その他 | 期間通算 | 期間通算 |
| 所属クラブ                   | シーズン | 背番号 | 出場   | 得点   | 出場     | 得点     | 出場         | 得点         | 出場 | 得点 | 出場   | 得点   | 出場     | 得点     |
| ---------------------------- | -------- | ------ | ------ | ------ | -------- | -------- | ------------ | ------------ | ---- | ---- | ------ | ------ | -------- | -------- |
| マンチェスター・ユナイテッド | 1993-94  | 24     | 0      | 0      | 0        | 0        | 0            | 0            | 0    | 0    | 0      | 0      | 0        | 0        |
| マンチェスター・ユナイテッド | 1994-95  | 24     | 17     | 5      | 3        | 0        | 3            | 2            | 2    | 0    | 0      | 0      | 25       | 7        |
| マンチェスター・ユナイテッド | 1995-96  | 22     | 26     | 10     | 2        | 1        | 1            | 2            | 2    | 1    | 0      | 0      | 31       | 14       |
| マンチェスター・ユナイテッド | 1996-97  | 18     | 24     | 3      | 2        | 2        | 2            | 1            | 4    | 0    | 1      | 0      | 33       | 6        |
| マンチェスター・ユナイテッド | 1997-98  | 18     | 31     | 8      | 2        | 0        | 1            | 0            | 7    | 2    | 1      | 0      | 42       | 10       |
| マンチェスター・ユナイテッド | 1998-99  | 18     | 31     | 6      | 6        | 1        | 1            | 0            | 12   | 4    | 1      | 0      | 51       | 11       |
| マンチェスター・ユナイテッド | 1999-00  | 18     | 31     | 9      | -        | -        | 0            | 0            | 11   | 3    | 3      | 0      | 45       | 12       |
| マンチェスター・ユナイテッド | 2000-01  | 18     | 32     | 6      | 0        | 0        | 0            | 0            | 12   | 6    | 1      | 0      | 45       | 12       |
| マンチェスター・ユナイテッド | 2001-02  | 18     | 35     | 8      | 2        | 0        | 0            | 0            | 13   | 1    | 1      | 0      | 51       | 9        |
| マンチェスター・ユナイテッド | 2002-03  | 18     | 33     | 14     | 3        | 1        | 6            | 3            | 10   | 2    | 0      | 0      | 52       | 20       |
| マンチェスター・ユナイテッド | 2003-04  | 18     | 28     | 9      | 6        | 4        | 0            | 0            | 5    | 1    | 1      | 0      | 40       | 14       |
| マンチェスター・ユナイテッド | 2004-05  | 18     | 33     | 9      | 6        | 3        | 2            | 0            | 7    | 0    | 1      | 0      | 49       | 12       |
| マンチェスター・ユナイテッド | 2005-06  | 18     | 20     | 2      | 0        | 0        | 0            | 0            | 7    | 1    | 0      | 0      | 27       | 3        |
| マンチェスター・ユナイテッド | 2006-07  | 18     | 30     | 6      | 4        | 0        | 0            | 0            | 11   | 1    | 0      | 0      | 45       | 7        |
| マンチェスター・ユナイテッド | 2007-08  | 18     | 24     | 1      | 3        | 0        | 0            | 0            | 7    | 1    | 0      | 0      | 34       | 2        |
| マンチェスター・ユナイテッド | 2008-09  | 18     | 21     | 2      | 2        | 1        | 3            | 0            | 6    | 0    | 3      | 0      | 35       | 3        |
| マンチェスター・ユナイテッド | 2009-10  | 18     | 28     | 3      | 0        | 0        | 2            | 1            | 7    | 3    | 1      | 0      | 38       | 7        |
| マンチェスター・ユナイテッド | 2010-11  | 18     | 22     | 1      | 3        | 0        | 0            | 0            | 7    | 0    | 1      | 0      | 32       | 1        |
| マンチェスター・ユナイテッド | 2011-12  | 22     | 17     | 4      | 2        | 0        | 0            | 0            | 2    | 0    | 0      | 0      | 21       | 4        |
| マンチェスター・ユナイテッド | 2012-13  | 22     | 16     | 1      | 3        | 0        | 0            | 0            | 2    | 0    | 0      | 0      | 21       | 1        |
| 通算                         | 通算     | 通算   | 499    | 107    | 49       | 13       | 21           | 9            | 134  | 26   | 15     | 0      | 718      | 155      |

## 代表歴

### 出場大会
- イングランド代表

1998年 - 1998 FIFAワールドカップ（ベスト16）
2000年 - UEFA EURO 2000（グループステージ敗退）
2002年 - 2002 FIFAワールドカップ（ベスト8）
2004年 - UEFA EURO 2004（ベスト8）

### 試合数
- 国際Aマッチ 66試合 14得点（1997年-2004年）[54][55]

| イングランド代表 | 国際Aマッチ | 国際Aマッチ |
| 年               | 出場        | 得点        |
| ---------------- | ----------- | ----------- |
| 1997             | 5           | 3           |
| 1998             | 9           | 1           |
| 1999             | 6           | 5           |
| 2000             | 10          | 1           |
| 2001             | 10          | 3           |
| 2002             | 11          | 0           |
| 2003             | 8           | 0           |
| 2004             | 7           | 1           |
| 通算             | 66          | 14          |

### 得点
| #  | 開催日         | 開催地                                         | 対戦国         | スコア | 結果 | 大会                          |
| -- | -------------- | ---------------------------------------------- | -------------- | ------ | ---- | ----------------------------- |
| 1  | 1997年6月4日   | ナント、スタッド・ドゥ・ラ・ボージョワール     | イタリア       | 2-0    | 2-0  | 親善試合                      |
| 2  | 1997年9月10日  | ロンドン、ウェンブリー・スタジアム             | モルドバ       | 1-0    | 4-0  | 1998 FIFAワールドカップ・予選 |
| 3  | 1997年11月15日 | ロンドン、ウェンブリー・スタジアム             | カメルーン     | 1-0    | 2-0  | 親善試合                      |
| 4  | 1998年6月15日  | マルセイユ、スタッド・ヴェロドローム           | チュニジア     | 2-0    | 2-0  | 1998 FIFAワールドカップ       |
| 5  | 1999年3月27日  | ロンドン、ウェンブリー・スタジアム             | ポーランド     | 1-0    | 3-0  | UEFA EURO 2000予選            |
| 6  | 1999年3月27日  | ロンドン、ウェンブリー・スタジアム             | ポーランド     | 2-0    | 3-0  | UEFA EURO 2000予選            |
| 7  | 1999年3月27日  | ロンドン、ウェンブリー・スタジアム             | ポーランド     | 3-1    | 3-0  | UEFA EURO 2000予選            |
| 8  | 1999年11月13日 | グラスゴー、ハムデン・パーク                   | スコットランド | 1-0    | 2-0  | UEFA EURO 2000予選            |
| 9  | 1999年11月13日 | グラスゴー、ハムデン・パーク                   | スコットランド | 2-0    | 2-0  | UEFA EURO 2000予選            |
| 10 | 2000年6月12日  | アイントホーフェン、フィリップス・スタディオン | ポルトガル     | 1-0    | 2-3  | UEFA EURO 2000                |
| 11 | 2001年3月28日  | ティラナ、ケマル・スタファ・スタジアム         | アルバニア     | 2-0    | 3-1  | 2002 FIFAワールドカップ・予選 |
| 12 | 2001年5月25日  | ダービー、プライド・パーク・スタジアム         | メキシコ       | 1-0    | 4-0  | 親善試合                      |
| 13 | 2001年6月6日   | アテネ、アテネ・オリンピックスタジアム         | ギリシャ       | 1-0    | 2-0  | 2002 FIFAワールドカップ・予選 |
| 14 | 2004年6月21日  | リスボン、エスタディオ・ダ・ルス               | クロアチア     | 1-1    | 4-2  | UEFA EURO 2004                |

## 獲得タイトル
クラブ
- プレミアリーグ：1995-96, 1996-97, 1998-99, 1999-2000, 2000-01, 2002-03, 2006-07, 2007-08, 2008-09, 2010-11, 2012-13
- FAカップ：1995-96, 1998-99, 2003-04
- フットボールリーグカップ：2005-06, 2008-09, 2009-10
- コミュニティーシールド：1994, 1996, 1997, 2003, 2007, 2008, 2010
- UEFAチャンピオンズリーグ：1998-99, 2007-08
- インターコンチネンタルカップ：1999
- FIFAクラブワールドカップ：2008

代表
イングランド U-18
- UEFA U-18欧州選手権：1993

個人
- プレミアリーグ月間最優秀選手賞：2003.1, 2003.12, 2006.10, 2010.8
- PFA年間ベストイレブン：2000-01, 2002-03, 2006-07
- プレミアリーグ10周年記念ベストイレブン (1993-2003) ：2003
- イングランドサッカー殿堂：2008